# 落合賢
落合 賢（おちあい けん、1983年5月31日 - ）は、日本の映画監督。東京都出身。スターダストプロモーション関連のSTARDUST CREATORS所属。

## 来歴
高校卒業後に渡米し、南カリフォルニア大学の映画製作学科に入学。卒業制作として『エクスプレス831』を監督する。大学卒業後はアメリカン・フィルム・インスティチュート付属大学院の映画監督科に進学し、在学中に『ラッキーロータス』『ハーフケニス』の短編映画2本を監督。『ハーフケニス』で全米監督協会（DGA）からアジア系アメリカ人学生部門審査員特別賞を受賞した。
2011年、梶原一騎原作、辻なおき作画のアニメ『タイガーマスク』の実写版をウエンツ瑛士主演で監督することが発表された。
2014年、斬られ役として知られる福本清三を主演にした『太秦ライムライト』が公開され、国外からも高い評価を得た。
2015年、海外マーケット向けに制作された『NINJA THE MONSTER』が、京都府京都文化博物館で公開された。

## エピソード
幼い頃、幼馴染と映画『ジュラシック・パーク』を観た際に映画監督になることを決意した。

## 作品

### 映画
- エクスプレス831（2006年）脚本・監督
- ラッキーロータス（2007年）脚本・監督
- ハーフケニス（2009年）脚本・監督
- 八人目の侍（2009年）プロデューサー
- 井の中の蛙（2010年）脚本・監督
- ブラッドタイズ（2011年）脚本・監督
- 美雪の風鈴（2011年）脚本・監督・プロデューサー
- 消しゴム屋（2012年）脚本・監督
- タイガーマスク（2013年）監督
- 上を向いて（2014年）脚本・監督
- ジュリエット×２ ～恋音ミュージカル～（2014年） 脚本・監督
- 太秦ライムライト（2014年）監督
- Dance! Dance! Dance!（2015年、ベルギー2014年10月22日、日本2016年2月25日）監督
- NINJA THE MONSTER（2015年）
- サイゴンボディガード（2016年）
- CINEMA FIGHTERS 『SWAN SONG』（2017年） 脚本・監督

### CM
- Nintendo「ファイアーエンブレムヒーローズ」
- サントリー ふんわり鏡月「ふんわり男と先輩の部屋」
- アメリカ合衆国 国勢調査（US Census）
- 東急ホームズ「ファミリッシモ」
- 観光庁「Visit Japan」

### 受賞歴
- ハーフケニス（2009年）
  - ショートショートフィルムフェスティバル ジャパン部門最優秀短編賞・東京都知事賞[6]
  - CINE（英語版） ゴールデンイーグル賞（Golden Eagle Award）[7]
  - 全米監督協会学生映画賞審査員賞[8]
  - ムーンダンス国際映画祭（英語版） シーホースアワード（Seahorse Award）
  - ローマ国際映画祭 最優秀短編映画賞
- 井の中の蛙（2010年）
  - ショートショートフィルムフェスティバル 優秀賞（国土交通大臣賞）[9]
  - 札幌国際短編映画祭 最優秀編集賞[10]
  - マイアミ短編映画祭（英語版） 審査員特別賞
  - ハートランド映画祭（英語版） クリスタルハートアワード[11]
  - トライメディア映画祭 最優秀外国語映画賞
- 美雪の風鈴（2011年）
  - 西東京市民映画祭 最優秀作品賞、西東京市長賞、観客グランプリ[12]
  - 古湯ムービーアワード 古湯映像大賞[13]
  - 知多半島映画祭 グランプリ[14]
  - 札幌国際短編映画祭 札幌市平和賞[15]
  - うえだ城下町映画祭 審査員賞[16]
- ブラッドタイズ（2011年）
  - 新・鎌倉映像フェスティバル 佳作[17]
- 消しゴム屋（2012年）
  - アメリカ・インディペンデント・フィルムメーカー・ショーケース映画祭 最優秀短編賞 [18]
  - ヒューストン国際映画祭 レミー賞 [19]
  - アジア太平洋広告祭（ADFEST）新監督部門：短編映画銅賞 [20]
  - SFFアテネ映画祭 観客賞、最優秀アイディア賞
  - バッファロードリームス・ファンタスティック映画祭 国際アクション短編映画部門最優秀賞 [21]
- タイガーマスク（2013年）
  - バッファロードリームス・ファンタスティック映画祭 国際アクション映画部門最優秀賞 [21]
- 太秦ライムライト
  - ファンタジア国際映画祭（第18回） シュバル・ノワール賞（最優秀賞） [22]
  - 第13回ニューヨーク・アジア映画祭 最優秀観客賞 [23]

## 出演
ドキュメンタリー
- UZUMASAの火花 ～映画村、京都・太秦に異国の風吹く～（2014年1月9日、BSプレミアム）[24]

ドラマ
- TOKYO VICE 第8話（2022年、HBO Max・WOWOW）- 前田 役